# Cratere Malapert
Malapert è un cratere lunare intitolato all'astronomo belga Charles Malapert. Dalla Terra questa formazione è visibile solo di taglio, e dunque mostra un numero limitato di dettagli. Il cratere è inoltre illuminato con un angolo molto basso, dunque la maggior parte del fondale è costantemente al buio. I crateri più vicini sono Cabeus ad ovest e Shoemaker a sud-sudest, verso il Polo Sud lunare.
Il bordo di Malapert forma un anello irregolare di picchi attorno al fondale interno. Il lato occidentale è ricoperto da crateri successivi. Se ne osservano anche lungo l'orlo sudorientale. La maggior parte del fondale e dei dettagli del bordo sono nascosti dall'oscurità.
La parte sudoccidentale del bordo esterno è parte di un'altura di oltre cinque chilometri chiamata ufficiosamente Montagna Malapert. Pare che questa formazione sia più alta lungo la direzione est-ovest, sebbene i dettagli restino nascosti nell'ombra. La vetta si trova a longitudine 0°, ed ha la caratteristica di essere sempre visibile dalla Terra, così come il cratere Shackleton al Polo Sud.
A causa della sua posizione, la Montagna Malapert è stata proposta come sito di una trasmittente per una spedizione al polo sud lunare. Il lato posteriore della montagna, inoltre, si trova sempre nell'ombra radio della Terra, ed è stato proposto come sito ottimale per un radiotelescopio.
Il cratere Malapert A è il sito di atterraggio della missione Nova-C, un  lander progettato dalla società privata Intuitive Machines per trasportare piccoli carichi utili commerciali sulla superficie della Luna. La missione è avvenuta a febbraio 2024.

## Crateri correlati
Alcuni crateri minori situati in prossimità di Malapert sono convenzionalmente identificati, sulle mappe lunari, attraverso una lettera associata al nome.
| Malapert | Latitudine | Longitudine | Diametro |
| -------- | ---------- | ----------- | -------- |
| A        | 80.4° S    | 3.4° W      | 24 km    |
| B        | 79.1° S    | 2.4° W      | 37 km    |
| C        | 81.5° S    | 10.5° E     | 40 km    |
| E        | 84.3° S    | 21.2° E     | 17 km    |
| F        | 81.5° S    | 14.9° E     | 11 km    |
| K        | 78.8° S    | 6.8° E      | 36 km    |